# Frank Otfried July

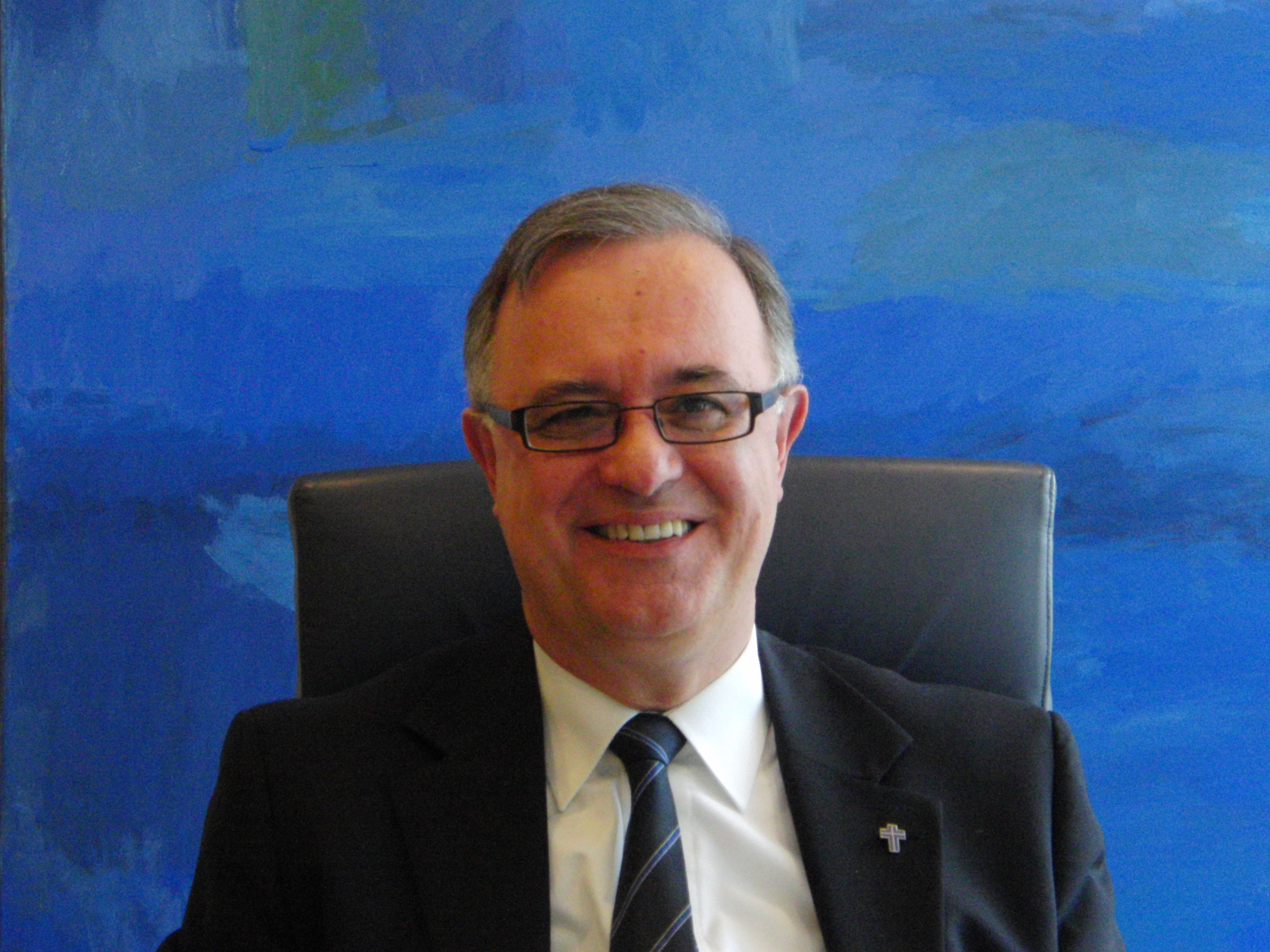
Frank Otfried July, 2012

Frank Otfried July (* 17. Juli 1954 in Darmstadt) ist ein deutscher evangelischer Pfarrer. Er war von 2005 bis 2022 Landesbischof der Evangelischen Landeskirche in Württemberg.

## Leben
Nach dem Studium der Evangelischen Theologie in Tübingen und Wien (1975 bis 1980) war July bis 1983 Vikar in der Gemeinde Betzingen. Danach wurde er wissenschaftlich-theologischer Assistent für das Fach Religionsphilosophie an der Theologischen Fakultät der Universität Heidelberg. 1987 übernahm er als Persönlicher Referent des damaligen württembergischen Landesbischofs Hans von Keler die Leitung des Bischofsbüros in der Evangelischen Landeskirche in Württemberg. In demselben Amt diente er auch von Kelers Nachfolgern Theo Sorg und Eberhardt Renz. Von 1996 bis 2005 war er Leitender Pfarrer und Direktor des Evangelischen Diakoniewerks Schwäbisch Hall.
Bei der Bischofswahl der württembergischen evangelischen Landessynode am 10. März 2005 wurde July im ersten Wahlgang zum Landesbischof der Evangelischen Landeskirche in Württemberg gewählt. Er wurde am 23. Juli 2005 in der Stiftskirche Stuttgart als Nachfolger von Gerhard Maier in sein neues Amt eingeführt. Als einer der letzten Leiter einer EKD-Kirche übte er das Amt ohne zeitliche Befristung bis zu seinem Ruhestand aus. Zu den wichtigsten Erfolgen seiner Amtszeit gehörte 2007 der Abschluss eines Staatskirchenvertrags zwischen dem Land Baden-Württemberg und seiner sowie der badischen Landeskirche.
Neben seinem Amt als Bischof hatte July eine Reihe weiterer Funktionen und Ehrenämter. Er war ab 2010 Vorsitzender des Diakonischen Rates des Diakonischen Werks der EKD, das 2012 im Evangelischen Werk für Diakonie und Entwicklung (EWDE) aufging. Anschließend gehörte er dessen Aufsichtsrat an. Er zählte ferner zum 40-köpfigen Zentralausschuss der Konferenz Europäischer Kirchen und zum Rat des Lutherischen Weltbundes; von 2010 bis 2017 war er einer von dessen sieben Vizepräsidenten, Von Dezember 2018 bis Dezember 2023 war er Vorsitzender des Deutschen Nationalkomitees des Lutherischen Weltbundes. Er ist außerdem Kuratoriumsmitglied des evangelikalen Vereins ProChrist.
Im Sommer 2022 trat July in den Ruhestand ein. Als sein Nachfolger wurde am 24. Juli 2022 der bisherige Ulmer Dekan Ernst-Wilhelm Gohl in sein Amt eingeführt.

## Auszeichnungen
- Am 16. Juli 2008 bekam July den Titel eines theologischen Ehrendoktors der Evangelisch-Theologischen Fakultät der Eberhard Karls Universität Tübingen verliehen. Damit sollte sein Engagement für die „Bestands- und Qualitätssicherung der Theologischen Fakultäten, ihrer Forschung und Lehre sowie sein erfolgreiches Bemühen um die Verbindung von Kirchenleitung und wissenschaftlicher Theologie“ gewürdigt werden.[4]
- Am 8. Mai 2010 wurde er von Ministerpräsident Stefan Mappus mit dem Verdienstorden des Landes Baden-Württemberg ausgezeichnet.

## Privates
July ist verheiratet mit seiner Frau Edeltraud. Das Paar hat vier Kinder.

## Veröffentlichungen
- mit Edeltraud July: Was uns bewegt und was uns hält: Gedichte und Gebete unseres Lebens. Evangelische Gesellschaft, Stuttgart 2012, ISBN 978-3-920207-71-1 (Edition Evangelisches Gemeindeblatt).
- Das Gebet der Gebete: Gedanken zum Vaterunser. SCM R. Brockhaus Verlag, Witten 2013, ISBN 978-3-417265385.
- Freut euch, dass eure Namen im Himmel geschrieben sind. Predigten. Radius, Stuttgart 2014, ISBN 978-3-87173-965-1.